# Santa Maria dei Vergini
Santa Maria dei Vergini je crkva u četvrti Rione Sanità, u Napulju, Italija.

## Povijest
Godine 1326., stanovnici Rione of Porta San Gennaro podigli su crkvu i susjednu bolnicu i samostan pod nazivom Santa Maria del Borgo de' Vergini. Dodijeljen Padri Cruciferu, kardinal Innico Caracciolo ustupio je imanje Kongregaciji misije (Padri della Missione), nakon što je postalo župna crkva. Godine 1788. crkva je pregrađena u eliptičnoj unutrašnjosti prema nacrtima Luigija Vanvitellija.
Prije rata, glavna oltarna pala Francesca la Mure prikazivala je slavu svetog Vinka Paulskog. Među kapelicama nalazilo se platno s prikazom Svete obitelji, sv. Jeanne de Chantal sa sv. Vincentom Paulskim (1758.) Severina Galantea. U crkvi su bila i djela Giovannija Sarnellija. Sva su uništeni u bombardiranju 1943. godine. Mramornu skulpturu Bezgrješnog začeća (1858.) na pročelju izradili su Francesco Liberti i Giuseppe Pirotti.

## Vanjske poveznice
|  | Zajednički poslužitelj ima još gradiva o temi Santa Maria dei Vergini |